# Степанова Марія Олександрівна
Степанова Марія Олександрівна (23 лютого 1979, Шпаковське, Ставропольський край) — російська баскетболістка, центрова. Виступає за єкатеринбурзький клуб «УГМК». Неодноразова чемпіонка і призерка багатьох міжнародних змагань у складі жіночої збірної Росії з баскетболу. Заслужена майстриня спорту Росії. Одна з небагатьох баскетболісток, які виконують слем-данки.

## Життєпис
Степанова Марія Олександрівна народилася 23 лютого 1979 року в селі Шпаковське Ставропольського краю РРФСР. Баскетболом почала займатися в Ленінграді. Разом з нею під керівництвом відомого тренера Тржескал Кіри Олександрівни вчилися баскетболу Світлана Абросімова, Ілона Корстін та інші відомі російські баскетболістки.
Першим професійним клубом Марії Степанової стала Волна Санкт-Петербург у 1994 році. Потім вона перейшла у Форс-Мажор Санкт-Петербург. 1996 року Марія Степанова дебютувала на Олімпійських іграх в Атланті, після закінчення яких перейшла в ЦСКА Москва.
1998 року вона виставила себе на драфт ЖНБА, де її в першому раунді під номером вісім вибрала команда «Фінікс Меркурі». Від 1999 до 2002 року Степанова грала за європейські жіночі баскетбольні команди.
Після народження сина Степанова стала виступати за ВБМ-СГАУ Самара, який 2006 року змінив назву на ЦСКА Москва. У серпні 2008 року в складі збірної Росії взяла участь на Олімпіаді в Пекіні, де здобула бронзову медаль.
Після Пекінської олімпіади продовжила виступати за ЦСКА Москва. 3 листопада 2008 року перейшла в УГМК Єкатеринбург. Від сезону 2009—2010 виконує роль капітана команди.
Через травму, якої Степанова зазнала під час матчу Фіналу восьми Євроліги 2012 проти Спарта&К, Марія Степанова не зіграла на Олімпійських іграх 2012.
1 травня 2015 року директор УГМК оголосив, що Марія завершила ігрову кар'єру.

### Особисте життя
Марія Степанова закінчила Санкт-Петербурзьку Академію фізичної культури імені Лесгафта. Проживає в місті Тосно Ленінградської області. У шлюбі з ватерпольним воротарем Денисом Зубовим (завершив кар'єру). Син Микола (нар. 2003). Зріст Степанової — 202 см, вага — 85 кг, розмір взуття — 48.

## Нагороди
Бронзова призерка Олімпійських ігор: 2004, 2008
- Чемпіонка Європи: 2003, 2007, 2011
- Срібна призерка Чемпіонату світу: 1998, 2006
- Срібна призерка Чемпіонату Європи: 2001, 2005, 2009.
- Чемпіонату Європи: 1999.
- Чемпіонка Росії: 1997, 2004, 2005, 2006, 2009, 2010, 2011, 2012, 2013, 2014, 2015
- Срібна призерка чемпіонату Росії: 1998, 2007, 2008.
- Володарка Кубка Росії: 2004, 2006, 2007, 2008, 2009, 2010, 2011, 2012, 2013, 2014
- Чемпіонка Євроліги: 2005, 2013.
- Срібна призерка Євроліги ФІБА: 2015
- Бронзова призерка Євроліги ФІБА: 2009, 2010, 2011, 2012, 2014
- Переможниця Світової ліги: 2004, 2005, 2007.
- Володарка Кубка світу: 2003.
- Чемпіонка Чехії
- Володарка нагороди «Золотий кошик» як найкраща російська гравчиня Російської жіночої Суперліги (2005, 2006, 2007)

## Звання і ордени
- Заслужена майстриня спорту Росії
- Медаль ордена «За заслуги перед Вітчизною» I ступеня (2 серпня 2009) — за великий внесок у розвиток фізичної культури і спорту, високі спортивні досягнення на Іграх XXIX Олімпіади 2008 року в Пекіні[9]

## Статистика виступів за збірну Росії
Джерело: Архів сайту ФІБА